# Portucel Soporcel
Portucel Soporcel är en portugisisk pappers- och massaproducent som skapades 2001 genom sammanslagning av de två företagen Portucel och Soporcel. Den har tidigare varit statligt ägd.
Företaget har huvudkontoret i Setúbal, och produktionsanläggningar i Figueira da Foz, Setúbal och Cacia. 
Fabriken i Setúbal tillverkar obestruket finpapper (275 000 ton) och blekt eukalyptusmassa (500 000 ton). 
Koncernen har en nettoomsättning på cirka 1,1 miljarder euro.

Största delen av produktionen exporteras till cirka 90 länder.
Företaget är börsnoterat på Euronext Lisbon och ingår i PSI-20 index.